# Nitrito de metilo
El nitrito de metilo es el más simple de los nitritos de alquilo. Es un agente fuertemente oxidante, explosivo y altamente inflamable. Usado como propelente de cohetes.

## Estructura
A temperatura ambiente el nitrito de metilo existe como una mezcla entre dos confórmeros: Los cis y los trans. El confórmero cis es 3.13 kJ mol−1 más estable que la forma trans, con una energía de activación de 45.3 kJ mol−1.
|                       |                         |
| cis-nitrito de metilo | trans-nitrito de metilo |

## Síntesis
El nitrito de metilo puede prepararse mediante una reacción de nitrito de plata con yodometano: El nitrito de plata (AgNO2) existe en una solución de ion de plata, Ag+ e ion nitrito, NO2−. 